# Concession austro-hongroise de Tientsin

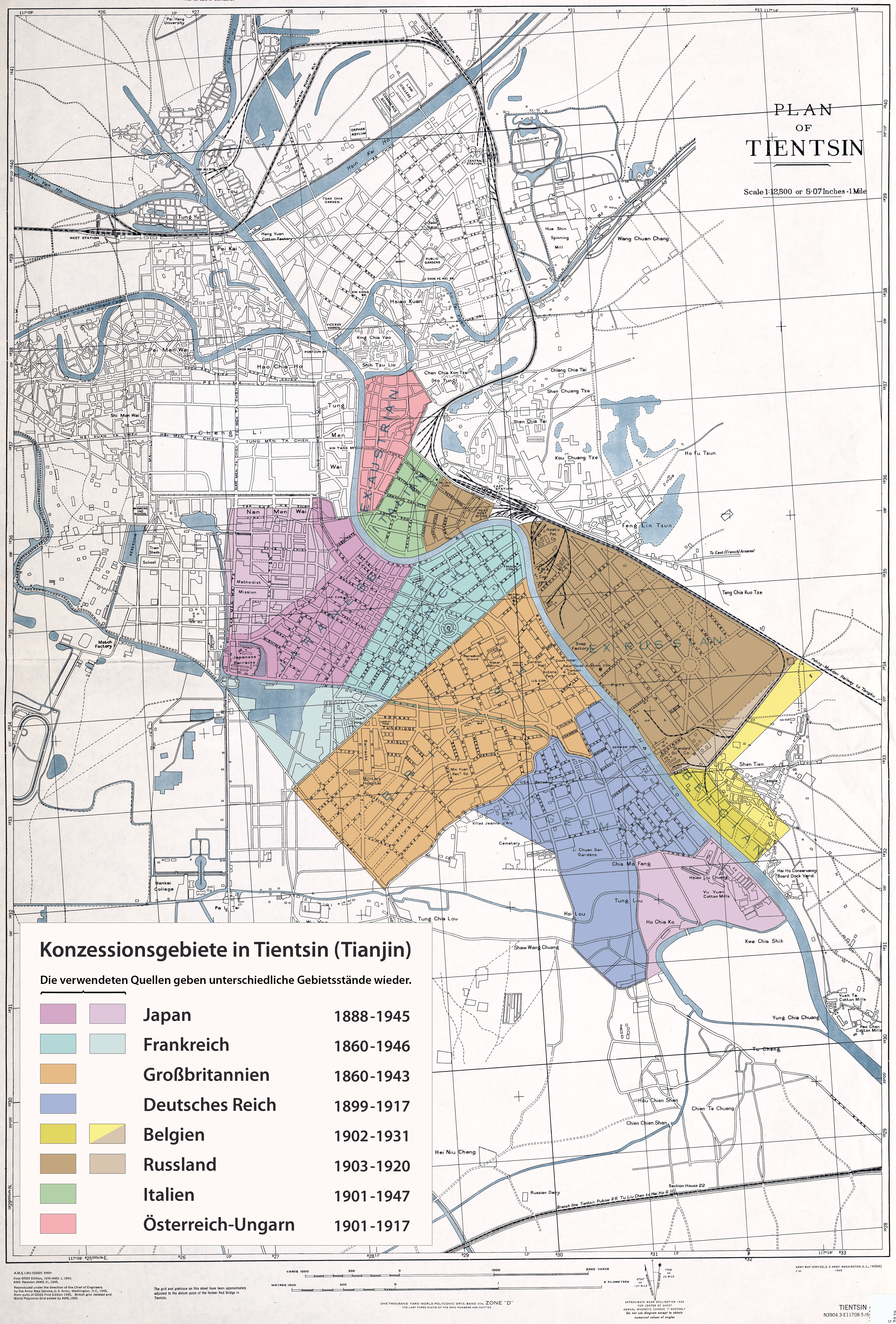
Les concessions étrangères à Tientsin ; la concession austro-hongroise est figurée en rose.

La concession austro-hongroise de Tientsin est un territoire alloué par l'empire de Chine à l'Autriche-Hongrie après la révolte des Boxers. Ce territoire est rétrocédé à la Chine le 14 août 1917, date de l'expiration du bail austro-hongrois. 

## La fin de la concession

### La Première Guerre mondiale vue de la concession
Le déclenchement du conflit mondial oblige le commandement austro-hongrois à rappeler une partie des effectifs déployés en Chine ; ainsi, sur les 82 militaires austro-hongrois présents à Tientsin, à Beijing et à Tanggu, 20 sont rappelés en Europe.

### Rétrocession à la Chine
La concession est officiellement rétrocédée le 14 août 1917. Cette rétrocession s'opère alors que les Alliés cherchent à prendre le contrôle du territoire austro-hongrois, cimentant une alliance de fait entre les autorités chinoises, désireuses de recouvrer la concession, et les représentants austro-hongrois sur place.

### Abandon des prétentions autrichiennes
La République d'Autriche reprend à son compte les prétentions austro-hongroises en Chine, mais la défense de ces prétentions se révèle symbolique après la perte de la façade maritime de l'empire d'Autriche.
Le 10 septembre 1919, à Saint-Germain-en-Laye, la République d'Autriche renonce officiellement à toute prétention en Chine.